# Lontar (Sambikerep)
Lontar is een bestuurslaag in het regentschap Soerabaja van de provincie Oost-Java, Indonesië. Lontar telt 28.891 inwoners (volkstelling 2010).